# کونتسک
کونتسک (به لهستانی:  Koneck) یک روستا در لهستان است که در گمینا کونتسک واقع شده‌است.